# Nerf pectoral médial
Le nerf pectoral médial (ou nerf du muscle petit pectoral) est un nerf moteur du thorax et du membre supérieur.

## Origine
Le nerf pectoral médial nait du faisceau médial du plexus brachial.

## Trajet
Il passe entre l'artère et la veine axillaire. Il se divise en deux branches. Une branche s'anastomose avec le nerf pectoral latéral pour former l'anse des pectoraux. La deuxième branche pénètre le muscle petit pectoral par sa face profonde et s'y ramifie.
Deux ou trois branches traversent le muscle et se terminent dans le chef sterno-costal du muscle grand pectoral.

## Aspect clinique
Le nerf pectoral médial peut être utilisé comme nerf donneur lors de la reconstruction du plexus brachial ou du nerf axillaire.

## Galerie

Schéma du plexus brachial plexus.